# Auswandererschutzgesetz
Die Beratung von Auswanderern ist in Deutschland durch das Auswandererschutzgesetz (AuswSG) vom 26. März 1975 geregelt.
Dieses Gesetz besagt: Wer geschäftsmäßig Auskunft über die Aussichten der Auswanderung und über die Lebensverhältnisse im Einwanderungsland […] Rat erteilen will, bedarf der Erlaubnis der zuständigen Behörde.
Weiterhin verbietet das Auswandererschutzgesetz Werbung, die Zahlung von Prämien und die Vergabe von Fördermitteln für Reisekosten im Rahmen einer Auswanderung. Ausgenommen sind Mobilitätsstipendien innerhalb der europäischen Mitgliedsstaaten.
Mit diesem Gesetz übernimmt der Staat eine Schutzfunktion für seine Bürger. Auswanderer sollen nicht aus kommerziellem Eigeninteresse beraten werden, sondern Zugang zu möglichst objektiven und umfassenden Informationen erhalten. Die Beratung soll davor bewahren, den Schritt ins Ausland unüberlegt zu gehen. Auswanderer und Auslandstätige haben die Möglichkeit, sich für Informationen nicht nur an die Agentur für Arbeit und die deutsche Rentenversicherung zu wenden, sondern auch an gemeinnützige Beratungsstellen für Auswanderer.